# Yinjiang

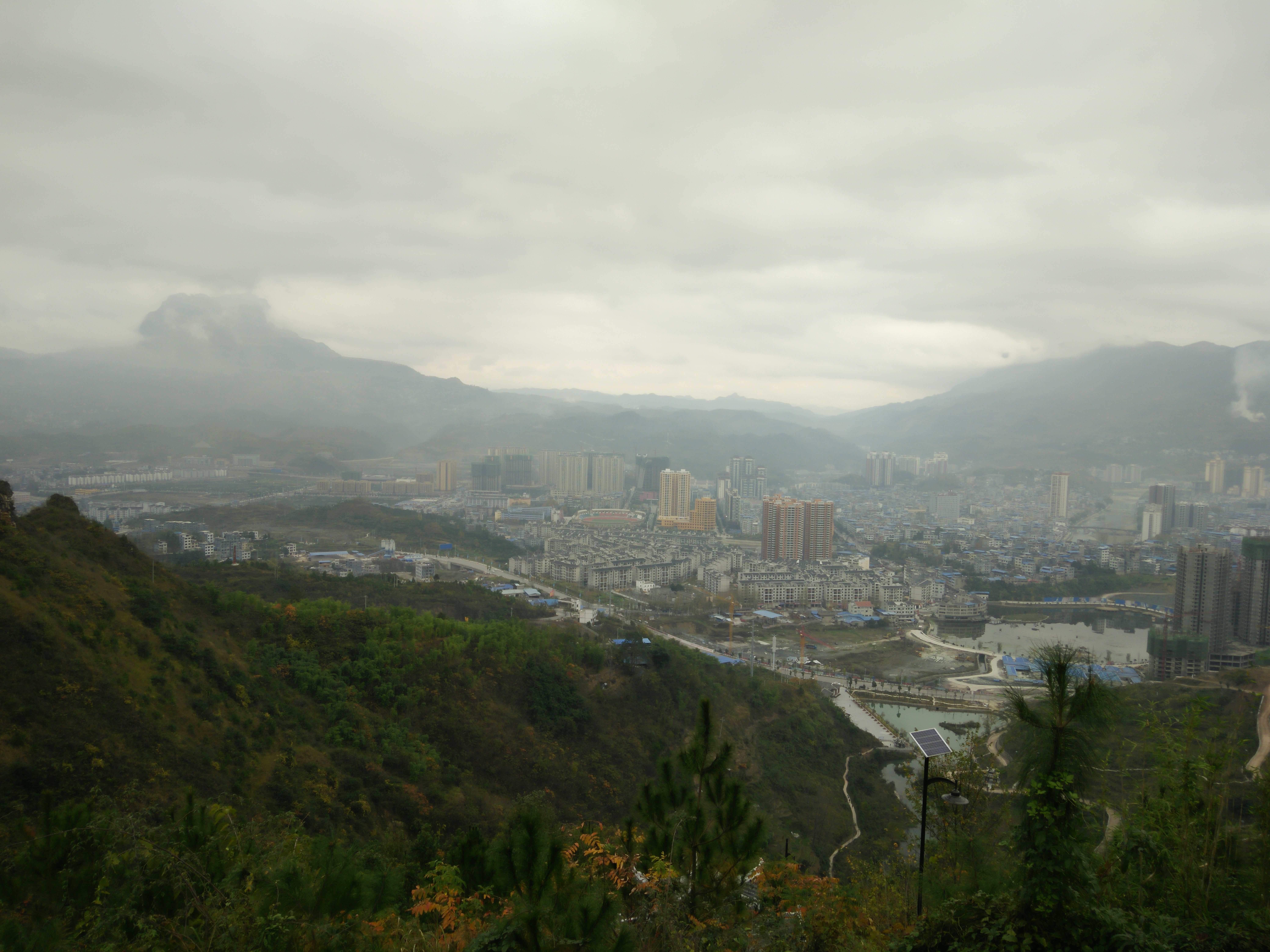
Skyline von Yinjiang der Tujia und Miao

Der Autonome Kreis Yinjiang der Tujia und Miao (印江土家族苗族自治县,  Yìnjiāng Tǔjiāzú Miáozú Zìzhìxiàn) ist ein chinesischer autonomer Kreis der Tujia und Miao (Hmong) der Stadt Tongren im Nordosten der Provinz Guizhou. Er hat eine Fläche von 1.978 Quadratkilometern und zählt 277.900 Einwohner (Stand: Ende 2018).

## Administrative Gliederung
Auf Gemeindeebene setzt sich der autonome Kreis aus drei Straßenvierteln, 13 Großgemeinden und einer Gemeinde zusammen.